# 史密斯威森M22左輪手槍
史密斯威森M22（英語：Smith & Wesson Model 22）是一款由美国槍械公司史密斯威森所研製及生產的6發式“N型底把”雙動操作式左輪手槍，是美軍於第一次世界大战期間制式的M1917左輪手槍的精緻商業型版本，發射.45 ACP、.45 Auto Rim或.45 GAP這三種.45口徑的手枪子彈。

## 概述
史密斯威森M22是一把大型底把雙動左輪手槍，使用半月夾或全月夾勾住子彈勾槽以協助發射.45 ACP。它也可以使用為左輪手槍而設計的.45 Auto Rim子彈，以及使用半月型夾或全月型夾裝填和發射.45 ACP或.45 GAP子彈。
使用史密斯威森N型底把設計而成的它在最初銷售時命名為M1950，通常配有51⁄2英吋無底部凸桿槍管，固定戰鬥型機械瞄具。其瞄準型型號是M25和M26。S&W M22的地位由S&W M625所繼承。

## 當前生產

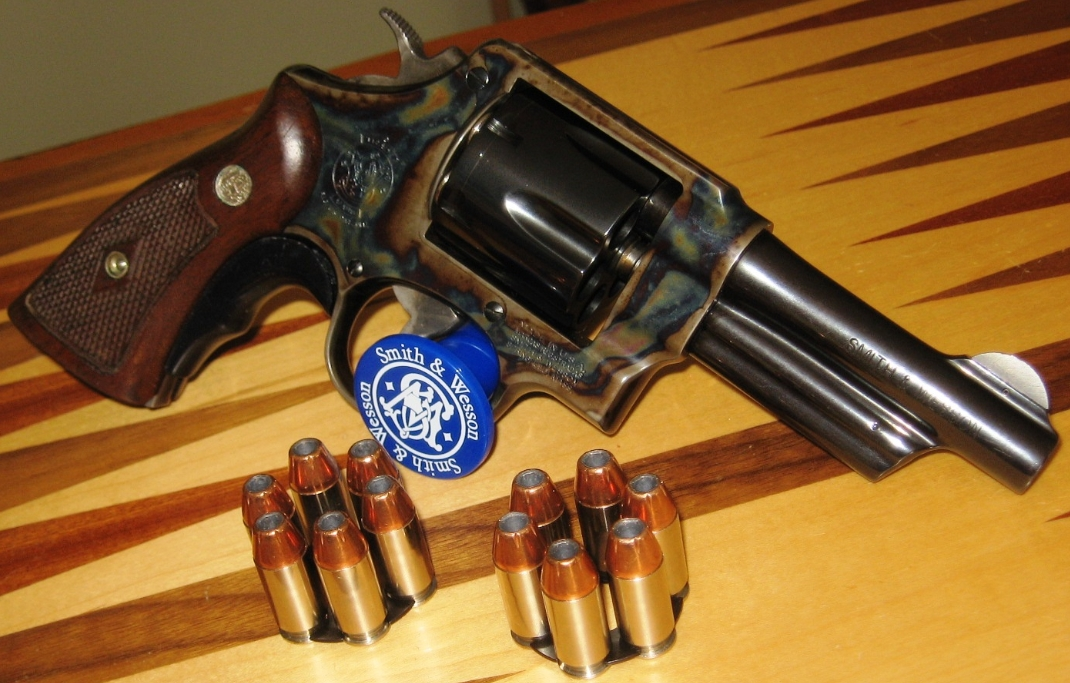
採用了表面硬化處理的.45 ACP口徑史密斯威森M22-4 Heritage系列。

作為二線限量生產的左輪手槍，史密斯威森M22在2007年以“雷霆牧場左輪手槍”（英語：Thunder Ranch revolver）之名被重新引入。這種槍採用了4英吋連底部凸桿槍管，固定機械瞄具，黃檀木握把，和一個內置鎖。這令史密斯威森手槍以經典型M22-4型去繼續其生產線，這是一把很準確的左輪手槍，扳機扣力比原型更為平滑，最有可能是由於在生產期間的改進。一種非雷霆牧場型號的限量生產型具有明亮的鍍镍。其精確的生產數量連作者都不知道，但肯定的是，他們是推出市面的22-4型號最有收藏價值之一的型號。目前只有選擇槍械經銷商被認為是被允許出售特定的型號。當中一定數量的槍械由特恩布爾修復公司（英語：Turnbull Restorations）進行了外部表面硬化（外殼顏色）處理。經過特恩布爾之手的表面處理是一個真正的外部表面硬化處理，這一點不像在其他製造商的槍械上發現的化學清洗表面處理。

## 月型夾的使用

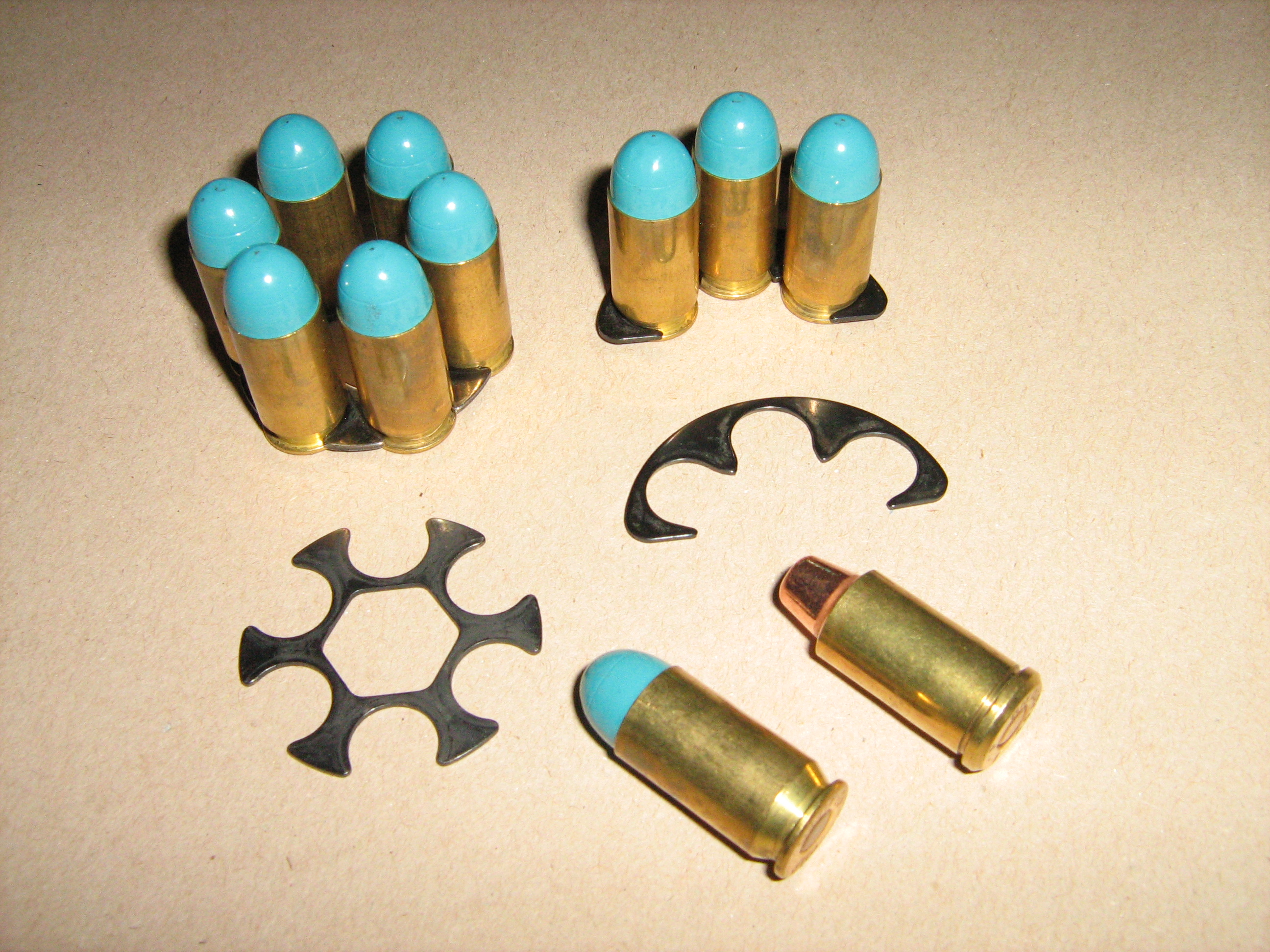
裝填了.45 ACP子彈的月型夾和月型夾，以及一發斷尖錐型.45 Auto Rim子彈

史密斯威森M22設計用以利用月型夾，發射.45 ACP手槍子彈。雖然不使用月型夾亦可將.45 ACP子彈裝入膛室，但由於抽殼勾無法與無緣式彈殼接合，空彈殼必須以清潔棒或是鉛筆拋出。史密斯威森M22也可發射.45 Auto Rim子彈，因為它倆是為使用月球夾以裝填.45 ACP的左輪手槍而設計的彈藥。史密斯威森M22也可以利用月型夾以發射較新型的.45 GAP子彈，但也只能在使用月型夾以下發射。

## 流行文化

### 電影
- 1964年—《鐵金剛大戰金手指》：由普斯格羅（Pussy Galore，安娜·白烈曼飾演）所使用。

## 資料來源
1. 1 2 3  Supica, Jim; Nahas, Richard. . Iola, Wisconsin: F+W Media, Inc. 2007: 168, 190  [2018-08-25]. ISBN 0-89689-293-X. （原始内容存档于2014-06-29）.

- （英文）—Manfacturer: Smith & Wesson（页面存档备份，存于）
  - Model 22, Model of 1917 - S&W Classics - Blue
  - Custom Engraved Model 22 - Model of 1917 Centennial
  - ARCHIVE: Model 22 - S&W Classics - 4" - Blue

## 外部連結
- （英文）—Modern Firearms—Smith & Wesson N-frame revolvers
- （英文）—Gunblast.com—New Smith & Wesson Model 22: Another Thunder Ranch Edition Now in .45 ACP（页面存档备份，存于）
- （英文）—American Handgunner—Smith & Wesson's new Model 22-4: history lives in this .45 ACP retro-sixgun!（页面存档备份，存于）
- （英文）—Handguns Magazine.com—Smith & Wesson Model 22[永久]
- （英文）—Tactical-Life.com—Smith & Wesson Model 22 .45ACP（页面存档备份，存于）
- （英文）—Personal Defense World.com—32 Revolvers From CONCEALED CARRY HANDGUNS 2016（页面存档备份，存于）